# 제32회 아카데미상
제32회 아카데미상은 1960년 4월 4일에 열린 시상식이다. LA RKO 팬타지스 극장에서 개최되었으며 사회자는 밥 호프이다.

## 후보 및 수상

### 작품상
- 벤허 - 샘 짐발리스트 수상
- 살인자의 해부 - 오토 프레밍거
- 안네의 일기 - 조지 스티븐스
- 파계 - 헨리 블렁크
- 꼭대기 방 - 존 울프

### 남우주연상
- 벤허 - 찰톤 헤스톤 수상
- 살인자의 해부 - 제임스 스튜어트
- The Last Angry Man - 폴 무니
- 꼭대기 방 - 로렌스 하비
- 뜨거운 것이 좋아 - 잭 레먼

### 여우주연상
- 꼭대기 방 - 시몬 시그노레 수상
- 파계 - 오드리 헵번
- 필로우 토크 - 도리스 데이
- 지난 여름 갑자기 - 캐서린 헵번
- 지난 여름 갑자기 - 엘리자베스 테일러

### 남우조연상
- 벤허 - 휴 그리피스 수상
- 안네의 일기 - 에드 윈
- 살인자의 해부 - 조지 C. 스콧
- 살인자의 해부 - 아서 오코넬
- The Young Philadelphians - 로버트 본

### 여우조연상
- 안네의 일기 - 쉘리 윈터스 수상
- 슬픔은 그대 가슴에 - 수잔 코너
- 슬픔은 그대 가슴에 - 주아니타 무어
- 필로우 토크 - 델마 리터
- 꼭대기 방 - 헤르미온 배들리

### 감독상
- 벤허 - 윌리엄 와일러 수상
- 안네의 일기 - 조지 스티븐스
- 파계 - 프레드 진네만
- 꼭대기 방 - 잭 클레이튼
- 뜨거운 것이 좋아 - 빌리 와일더

### 각본상
- 필로우 토크 - Russell Rouse 수상

### 각색상
- 꼭대기 방 - Neil Paterson 수상

### 촬영상
- 벤허 - 로버트 서티스 수상
- 안네의 일기 - 윌리엄 C. 멜러 수상

### 편집상
- 벤허 - 랠프 E. 윈터스 수상

### 미술상
- 벤허 - 윌리엄 A. 호닝 수상
- 안네의 일기 - 라일 R. 휠러 수상

### 의상상
- 벤허 - 엘리자베스 하펜든 수상
- 뜨거운 것이 좋아 - 오리 켈리 수상

### 음악상
- 포기와 베스 - 앙드레 프레빈 수상
- 벤허 - 마이클로스 로자 수상

### 주제가상
- A Hole in the Head - James Van Heusen 수상

### 음향믹싱상
- 벤허 - Franklin Milton 수상

### 특수효과상
- 벤허 - A. Arnold Gillespie 수상

### 외국어영화상
- 흑인 오르페 - 마르셀 케이머스 수상

### 단편애니메이션상
- Moonbird - John Hubley 수상

### 단편영화상
- The Golden Fish - Jacques-Yves Cousteau 수상

### 장편다큐멘터리상
- Serengeti darf nicht sterben - Bernhard Grzimek 수상

### 단편다큐멘터리상
- 글래스 - 베르트 한스트라 수상

### 공로상
- Lee De Forest 수상
- 버스터 키튼 수상

### 진 허숄트 박애상
- 밥 호프 수상

## 같이 보기
- 제17회 골든 글로브상
- 제13회 영국 아카데미 영화상